# 作並温泉
作並温泉（さくなみおんせん）は、宮城県仙台市青葉区作並にある温泉である。かつては陸奥国、明治以降は陸前国に位置した。

## 泉質
- 単純温泉
- ナトリウム・カルシウム－硫酸塩・塩化物泉。源泉温度50度から60度[1]。

## 効能
胃腸病、皮膚病、リューマチ、婦人病、脚気、火傷。

## 温泉街
広瀬川に沸いた温泉が元で、山に囲まれた南北に細い河岸段丘に旅館が点在している。温泉街を通る幹線道路は国道48号で、仙台市中心部と、山形方面に通じる。日帰り入浴施設は「都の湯」があり、岩盤浴も楽しめる。旅館組合が作成した温泉街散策ガイドである「作並温泉ぽかぽか湯めぐり歩き」には、温泉街周辺の名所を巡るコースが記載されている。また、ガイドに協力している旅館のスタンプを集めることで、一軒無料で日帰り入浴を楽しむことができる。

## 歴史
721年（養老5年）に行基が東北地方巡行の際に発見し、1189年（文治元年）に源頼朝が奥州藤原氏征伐の際にここで兵馬を休めたと伝えられる。しかし古くから地元の人に知られていたらしく、1760年（宝暦10年）の『奥州里諺集』、1761年（宝暦11年）の『奥州仙台領遠見記』に作並の湯のことが見える。湯渡戸という坂のそばに温泉があり、石などで囲って近在の者が入湯したが、湯治客が来るような著名な温泉地ではなかった。
1796年（寛政8年）に岩松喜惣治が仙台藩の許しを得て開湯に着手し、道路と設備を整えるのに8年を要した。広瀬川の左岸（東岸）にある現在の鷹泉閣岩松旅館の前身である。これを古湯として、1855年（安政2年）に開かれたものを新湯（神の湯）という。出羽国村山郡猪沢の僧侶の秀泉が、地元の石垣彦左衛門と奥山伊三郎と3人で開き、作並神湯と称したものである。古湯の北西対岸にあり、現在の神の湯作並ホテルの前身である。
1878年（明治11年）に作並温泉には古湯・新湯に1軒ずつの旅館があり、年間約2500人の入浴客を受け入れて、先発の秋保温泉（4軒、約1800人）を凌いでいた。1893年（明治26年）には3軒あったが、大正時代にはまた2軒に戻った。
1970年（昭和45年）には約30万人の入り込み客があり、1985年（昭和60年）に約61万人になったが、2001年（平成13年）には約43万人になった。一時期は「仙台の奥座敷」といえば作並温泉のことを指していたが、秋保温泉がホテルの改築等の投資を積極的に行った結果、立場が逆転し、秋保温泉が「仙台の奥座敷」と呼ばれるようになった。
2004年に発生した温泉偽装問題では、温泉利用許可を受けていない旅館や、源泉の無断開発を行った旅館があったとして一連の騒動の中報道された。

## アクセス
仙台市中心部からは、山交バスの特急バス（48ライナー）が便利である。
- 山交バス : 仙台駅前24番ポール（EDEN前）より、特急48ライナー（村山駅前・新庄駅前行）利用、作並温泉元湯下車。
- 仙台市営バス : 仙台駅西口10番ポールより[840] 県庁市役所・大学病院前経由作並温泉行に乗車、作並温泉元湯下車。
- 鉄道 : JR仙山線作並駅下車。駅前（国道48号）から市営バス、または旅館・ホテルの送迎バス利用。
- 自家用車 : 東北自動車道仙台宮城インターチェンジより国道48号経由 。

## 周辺観光地
- ニッカウヰスキー仙台工場 宮城峡蒸溜所
- 鳳鳴四十八滝
- 西方寺（定義如来）
- 立石寺（山寺）
- 大倉ダム
- 賢治とモリスの館 - archive.today（2013年4月27日アーカイブ分）